# Wyoming (Ohio)
Wyoming es una ciudad ubicada en el condado de Hamilton en el estado estadounidense de Ohio. En el Censo de 2010 tenía una población de 8428 habitantes y una densidad poblacional de 1.134,61 personas por km².

## Geografía
Wyoming se encuentra ubicada en las coordenadas 39°13′46″N 84°28′53″O / 39.22944, -84.48139. Según la Oficina del Censo de los Estados Unidos, Wyoming tiene una superficie total de 7.43 km², de la cual 7.43 km² corresponden a tierra firme y (0%) 0 km² es agua.

## Demografía
Según el censo de 2010, había 8428 personas residiendo en Wyoming. La densidad de población era de 1.134,61 hab./km². De los 8428 habitantes, Wyoming estaba compuesto por el 83.63% blancos, el 11.32% eran afroamericanos, el 0.13% eran amerindios, el 2.14% eran asiáticos, el 0.02% eran isleños del Pacífico, el 0.52% eran de otras razas y el 2.24% pertenecían a dos o más razas. Del total de la población el 1.77% eran hispanos o latinos de cualquier raza.